# Revocatio in servitutem
Die revocatio in servitutem, auch revocatio in servitutem propter ingratitudinem („Rückberufung in die Sklaverei wegen Undankbarkeit“) bedeutete im römischen Recht den Widerruf der Freilassung (manumissio).
Seit der Lex Aelia Sentia kannte das römische Recht eine accusatio ingrati liberti, eine Klage gegen einen undankbaren Freigelassenen. Die Rechtsfolgen dieser Klage sind umstritten, es wird aber davon ausgegangen, dass sie noch nicht zu einer revocatio in servitutem führte. Die erste Bezeugung einer regulären Möglichkeit der revocatio stammt aus einer Konstitution Kaiser Konstantin I. aus dem Jahr 326. Die revocatio kam bei einem Verstoß des Freigelassenen gegen seine gegenüber dem Patron fortbestehenden Dienstleistungspflichten in Betracht, war jedoch praktisch selten. Sie wurde beispielsweise angewendet, wenn sich nach dem Tode des Freilassers dessen Erben den Zugriff auf den Freigelassenen erhalten wollten.
Mehrere antike Schriftsteller, allen voran Augustinus von Hippo, übten Kritik an diesem Institut.
Inwieweit sie Vorläuferinstitute im Prinzipat hatte, ist umstritten. Laut Suet. Claud. 25, 1 habe schon Kaiser Claudius davon Gebrauch gemacht.